# シミュレーション天文学
シミュレーション天文学（シミュレーションてんもんがく　英：Simulation Astronomy）とは、様々な天文学的な問題を、コンピュータシミュレーションによって扱う学術分野を指す。シミュレーションの対象としては、例えば宇宙の大規模構造、銀河の衝突といった多体力学の問題や、天体物理学、あるいはビッグバンや宇宙の進化なども含まれる。これらは数値実験によって行われる計算物理学分野である。

## 意義
シミュレーションは、現実の現象を、モデルを立てて仮想的にコンピュータ上に再現することである。シミュレーション天文学の場合、モデルは物理学の基礎方程式を用いて組み立てられることが多い。シミュレーションの意義はいくつか挙げられる。特に天文学は実験が不可能だったり、観測が難しいケースも多々あるため、シミュレーション実験というアプローチしかとりえないテーマが多い。一方、シミュレーション一般に言えることであるが、観測結果と計算結果を比較することも重要な目的である。シミュレーションの結果が観測と良く一致するなら、立てたモデルの基本的考え方が妥当である事が示唆されるが、食い違う場合は、考慮に入れなかった別の機構の存在が予想されるからである。

## シミュレーション天文学の研究例
シミュレーション天文学の代表例は、ニュートン力学に基づく重力多体問題シミュレーション（N体シミュレーション）である。例えば銀河同士の衝突、銀河や宇宙の大規模構造の形成、誕生直後の太陽系における惑星の形成といったものが挙げられる。大規模なN体シミュレーションは、計算量も膨大になり、スーパーコンピュータを利用する必要があるが、専用のハードを備えたコンピュータ(例えばGRAPE)を用いる場合もある。
この他には天体物理学の分野が挙げられる。例えば、中性子星やブラックホールに関連したシミュレーション(宇宙ジェットが天体磁場によって加速される機構や、中性子星同士の衝突など)である。また、超新星爆発、地球-月系の形成も重要なテーマである。これらは、重力相互作用だけでなく、連続体力学的な計算も必要である。また、非常に高密度な天体においては、相対論的効果が顕著に働くことも考慮する必要がある。

## 身近なシミュレーション
以上のような計算科学以外に、「シミュレーション」の用語を、教育やそれに関連したソフトウェアに用いることがある。例えば、パソコンで用いる可視化ソフト、すなわち天文シミュレーションソフトである。これらは、実際の天体観測で得られたデータ(星表データ、太陽系内天体の軌道要素)や、画像、あるいは様々な付加価値を持つデータを元に可視化を行うソフトである。このようなシミュレータがオンライン上で提供されることもある。こういった可視化という意味でのシミュレーションに、博物館の展示物、あるいはプラネタリウムなどの機器などを含めることもできる。